# Radio Q
Radio Q ist ein nichtkommerzieller, studentischer Hörfunksender des Vereins Radio Q e. V. und damit das Campusradio der Städte Münster und Steinfurt in Westfalen. Er ist seit dem 18. Oktober 1999 auf Sendung. Der Sender ist unter der Anschrift Radio Q e. V., Bismarckallee 3 in 48151 Münster in den Kellerräumen des Studierendenwerkes beheimatet, die dem Sender kostenlos zur Verfügung gestellt werden. Anfang Februar 2013 wurden in diesen Räumlichkeiten Risse entdeckt, die sich aufgrund der teilweise unterspülten Fundamente gebildet hatten. Geplant war, dass der Radiosender während der Sanierungsarbeiten für etwa ein Jahr in bislang ungenutzte Freizeiträumlichkeiten eines Studentenwohnheims an der Steinfurter Straße umzieht. Der Umzug ist momentan auf einen unbestimmten Zeitpunkt verschoben worden.

## Angebot
Radio Q kann im Stadtgebiet Münsters terrestrisch auf 90,9 MHz, im Kabelnetz auf 105,3 MHz und in Steinfurt auf 103,9 MHz empfangen werden. Außerdem wird ein Internet-Live-Stream in zwei Qualitäten angeboten. Das Programm richtet sich an die rund 50.000 Studierenden und 5.000 Mitarbeiter der Hochschulen in Münster und Steinfurt: Universität Münster, Fachhochschule, Katholische Hochschule Nordrhein-Westfalen und Kunstakademie. Das Q steht dabei für quinque campi, was für die fünf Hochschulen der Stadt steht, die sich an dem Trägerverein beteiligen. Offiziell gibt es acht Hochschulen in der Stadt.

## Sendezeiten
Radio Q sendet während der Vorlesungszeit montags bis freitags von 9 bis 12 Uhr und von 18 bis 24 Uhr ein moderiertes Programm, in der übrigen Zeit läuft ein Musikprogramm. In der vorlesungsfreien Zeit gibt es montags bis freitags von 9 bis 12 Uhr das Morgenmagazin Coffeeshop. Im Abendbereich gibt es täglich den Abwasch und anschließend eine Vielzahl von Magazinsendungen, wie die Talksendung Sprechstunde, die Sendung Campuszeit zum Thema Politik und Hochschule, die Wissenschafts- und Forschungssendung IQ CampusScience sowie das Auslandsmagazin Qulumbus, das ehemals unter dem Titel Auf den Spuren fremder Kulturen auf Sendung ging. Als weitere Magazinsendungen sind die Kultursendung Kultura, das Geschichtsmagazin QHistory und das Filmmagazin Abspann im Bereich „Wort“ sowie z. B. Campuscharts, Rotation und Quadrophonie im Bereich „Musik“ zu hören. Die Campuscharts werden bundesweit zusammengestellt, die einzelnen Campusradios produzieren daraus jeweils montags eine eigene Sendung. Auch bei Radio Q werden die Campuscharts montags zwischen 19 und 20 Uhr moderiert und gesendet.

## Ausbildung
Radio Q bietet eine Kompaktausbildung für Studierende der Uni oder FH Münster an. Die achtwöchige Ausbildung kann als „Allgemeine Studien“ angerechnet werden und gibt fünf Credit Points.
In der vorlesungsfreien Zeit bietet Radio Q auch die Möglichkeit für längerfristige Praktika, mit einer Dauer ab 6 Wochen an.

## Ehrungen
Die Arbeit des Senders wurde bereits mehrmals mit Preisen und Auszeichnungen gewürdigt.
| Name | Beitrag | Kategorie                      | Auszeichnung           | Platzierung          | Jahr |
| --- | --- | ------------------------------ | ---------------------- | -------------------- | ---- |
| Anne Waack / Philipp Westermayer | Qornern – Das Hip Hop Magazin                                                                                     | Musiksendung                   | LfM Campus-Radio-Preis | 1. Preis             | 2022 |
| Shahrzad Golab / Tobias Oetzmann | Die Stimmen von Studierenden aus der Ukraine                                                                      |                                | LfM Campus-Radio-Preis | Anerkennungspreis    | 2022 |
| Nathalie Prickartz | Coffeeshop | Moderation                     | LfM Campus-Radio Preis | 1. Preis             | 2021 |
| Marvin Hövelkröger / Jonas Klein / Carlotta Rölleke                                                                                    | Kultstatus – Nina Simone                                                                                          | Musiksendung                   | LfM Campus-Radio Preis | 1. Preis             | 2021 |
| Marie Brand | Kritik an Studentenverbindung: Im Gespräch mit der Sängerschaft zu St. Pauli Jena et Burgundia Breslau in Münster | Interview                      | LfM Campus-Radio Preis | 1. Preis             | 2019 |
| Max Hengesbach | Der Morgen bei Radio Q                                                                                            | Moderation                     | LfM Campus-Radio Preis | 1. Preis             | 2019 |
| Amélie Becker und Jonas Wintermantel                                                                                                   | Letzte Runde – Auf ein Bier mit Jonas und Amélie                                                                  | Innovative Programmleistung    | LfM Campus-Radio Preis | 1. Preis             | 2018 |
| Laura Bartels und Marie Brand | I Bims | Kollegengespräch               | LfM Campus-Radio Preis | 1. Preis             | 2018 |
| Die Radio Q Redaktion | #superwahlMS – Berichterstattung zur Wahl des Studierendenparlaments                                              | Hochschule                     | LfM Campus-Radio Preis | 1. Preis             | 2017 |
| Joshua Hermens und Marco Stoever | CRISPR – Eine Revolution in der Gentechnik? (IQ)                                                                  | Wissenschaft                   | LfM Campus-Radio Preis | Anerkennungspreis    | 2017 |
| Jonas Gutsche und Jan Ripke | Genießen mit Jan und Jonas                                                                                        |                                | LfM Campus-Radio Preis | Sonderpreis der Jury | 2017 |
| Melissa Faust, Ann-Marlen Hoolt | Harry-Potter-Thementag                                                                                            | Kreative Programmleistung      | LfM Campus-Radio Preis | Anerkennungspreis    | 2016 |
| Christoph Fendrich, Henrik Kipshagen, Yannis Krone, Daniel Meyer, Hendrik Scholten, Felix Zimmermann                                   | Gamingszene in Münster (Konsole)                                                                                  | Crossmediale Berichterstattung | LfM Campus-Radio Preis | 1. Preis             | 2015 |
| Jan Ripke, Tarkan Bagci | Bienensterben (IQ)                                                                                                | Wissenschaft                   | LfM Campus-Radio Preis | 1. Preis             | 2015 |
| Laura Bartels, Lucas Kreling, Adrien Le Duc, Moritz Linnhoff, Astrid Mohr, Uta Schleiermacher                                          | Kriegsausbrüche (Q History)                                                                                       |                                | LfM Campus-Radio Preis | Sonderpreis der Jury | 2014 |
| Thomas Küper, Nina Romming | Der Freyspriester Hrafnkell                                                                                       | Kreative Programmleistung      | LfM Campus-Radio Preis | Anerkennungspreis    | 2014 |
| Dominik Lippe | Die Türkei in Aufruhr (Das Große Ganze)                                                                           | Europäische Berichterstattung  | Campus-Europa-Preis    | 1. Preis             | 2013 |
| Matthias Friedmann, Daniel Meyer, Frank Schlegel                                                                                       | Auf der Suche nach der Wahrheit – Was, wenn die Quellen lügen? (Q History)                                        | Wissenschaft                   | LfM Campus-Radio Preis | 1. Preis             | 2012 |
| Matthias Friedmann, Henrik Kipshagen, Christine Krüger, Daniel Meyer, Astrid Mohr, Cornelia Pfeifer, Frank Schlegel, Philipp Spreckels | Q History – Geschichte bei Radio Q                                                                                | Wissenschaft                   | LfM Campus-Radio Preis | 1. Preis             | 2011 |
| Das Radio Q – Team | Sondersendung zur Abschaffung der Studiengebühren                                                                 | Hochschule                     | LfM Campus-Radio Preis | 1. Preis             | 2011 |
| Henrik Kipshagen, Philipp Spreckels | Ein zerschnittenes Volk – Paschtunen, Mudschahidin, Taliban und die Afghanisch-Pakistanische Grenze (Q History)   | Wissenschaft                   | LfM Campus-Radio Preis | Anerkennungspreis    | 2010 |
| Christoph Kotschate | Das Master – Bewerbungschaos                                                                                      | Hochschule                     | LfM Campus-Radio Preis | 1. Preis             | 2009 |
| Lennart Hemme | Coffeeshop | Moderation                     | LfM Campus-Radio Preis | 1. Preis             | 2008 |
| Christian Erll | Banzai – Das Gagazin                                                                                              | Beste Spezialsendung           | LfM Campus-Radio Preis | 1. Preis             | 2007 |
| Yvonne Strüwing, Volker Petersen | Aircheck / Coffeeshop                                                                                             | Moderation                     | LfM Campus-Radio Preis | 1. Preis             | 2006 |
| Daniel Fiene, Sebastian Pähler | Was mit Medien | Moderation                     | LfM-Bürgermedienpreis  | 2. Preis             | 2005 |